# Гембель (природний заповідник)
Природний заповідник Гембель (фр. Réserve spéciale de faune de Guembeul) — природний заповідник, розташований приблизно за 10 км на південь від Сен-Луїса, Сенегал, у регіоні Гандіол. Займає площу 720 гектарів і в 1983 році був визначений фауністичним заповідником IV категорії МСОП.

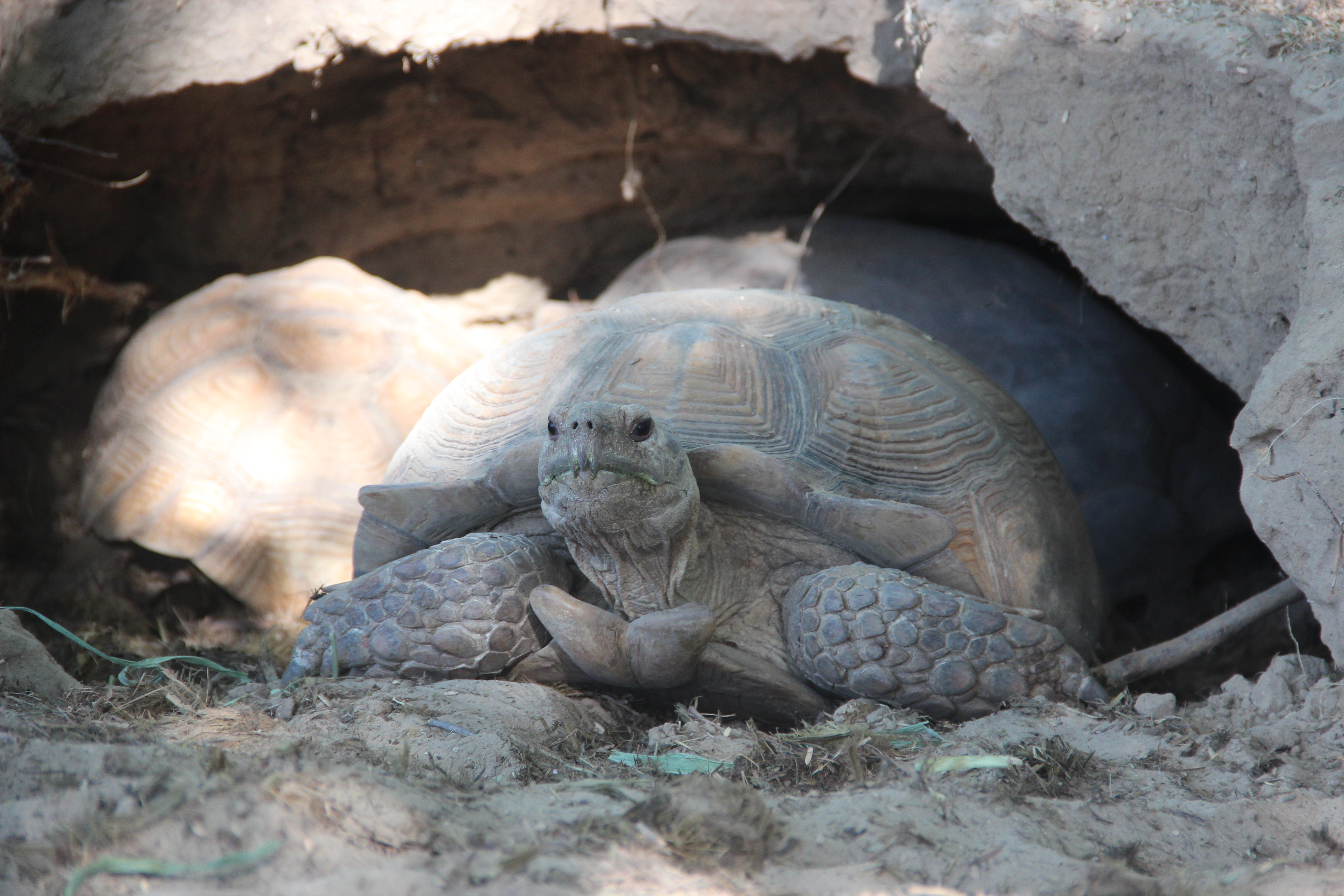
Geochelone sulcata

Парк є домівкою для багатьох видів птахів, рептилій і ссавців. Він також є центром програм реінтродукції трьох видів копитних, що перебувають на межі зникнення, зокрема газелі-дама, антилоп адакс та орикс, і є домом для африканської шпороносної черепахи. Крім того тут можна зустріти й інших тварин, таких як мавпи патас, бородавочники та ховрахи.